# NGC 3086
NGC 3086 é uma galáxia espiral (Sb) localizada na direcção da constelação de Sextans. Possui uma declinação de -02° 58' 33" e uma ascensão recta de 10 horas, 00 minutos e 10,9 segundos.
A galáxia NGC 3086 foi descoberta em 22 de Janeiro de 1865 por Albert Marth.